# Wiadomości Ziemiańskie
Wiadomości Ziemiańskie – kwartalnik historyczno-społeczny, wydawany w Warszawie przez Polskie Towarzystwo Ziemiańskie.
Pismo poświęcone jest dziejom ziemiaństwa polskiego, osiągnięciom jego przedstawicieli i rodzin wywodzących się z tej warstwy społecznej z uwzględnieniem roli, jaką odgrywali. Publikowane są materiały ikonograficzne i wspomnieniowe, ale również opracowania naukowe dotyczące tej tematyki. Fotografie pochodzą w znacznej mierze z rodzinnych archiwów.
"Wiadomości Ziemiańskie" mają dział omawiający aktualne wydarzenia związane z szeroko rozumianymi dziejami ziemiaństwa, jak: wystawy, sesje, uroczystości upamiętniające i rekonstrukcje historyczne. Omawiane są też publikacje zajmujące się tą tematyką. Jako organ Polskiego Towarzystwa Ziemiańskiego mają rubrykę poświęconą sprawom organizacyjnym z danymi bieżącymi o charakterze informacyjnym i sprawozdawczym.
Raz w roku, zawsze do numeru wiosennego, jest załączony indeks osób i miejscowości opisywanych w numerach z poprzedniego roku.

## Redaktorzy naczelni
- 2000–2006 – Andrzej Laudowicz
- 2006–2009 – Wojciech Włodarczyk
- Od 2009 – Zofia Pacuska